# Osborne Swimming Club
L'Osborne Swimming Club è stato un club pallanuotistico inglese attivo nei primi anni del 1900.

## Storia
Diventò noto per aver preso parte al torneo di pallanuoto ai Giochi della II Olimpiade di Parigi, nel 1900, in rappresentanza della Gran Bretagna. Inizialmente la società si era iscritta al torneo con due squadre, ma una si ritirò. Tuttavia la squadra partecipante vinse l'oro olimpico. La squadra britannica prevalse nettamente su tutte le altre squadre, terminando il torneo imbattuta e con ventinove reti realizzate in tre partite, subendone solo tre. Caddero sotto la potenza bretone i francesi del Tritons Lillois, battuti 12-0, i francesi dei Pupilles de Neptune de Lille #2, per 10-1, e i belgi del Brussels Swimming and Water Polo Club, battuti in finale per 7-2.
Gli atleti vincitori della medaglia d'oro secondo il CIO sono Tom Coe, John Derbyshire, Peter Kemp, William Lister, Arthur Robertson, Eric Robinson e George Wilkinson. Ma risulterebbero delle incongruenze storiche: Lister risulta essere morto due settimane prima dell'inizio dei Giochi di febbre tifoide durante la guerra anglo-boera; Wilkinson disputò un incontro a Walsall durante il torneo olimpico, mentre Robinson e Derbyshire disputarono un incontro a Manchester due giorni dopo la finale del torneo.

## Palmarès
- Oro ai Giochi olimpici di Parigi 1900